# Paola Malanotte Rizzoli
Paola Malanotte Rizzoli (Lonigo, 1946) è un'oceanografa italiana.

## Biografia
Diplomatasi al liceo Benedetti di Venezia nel 1963, ottiene il dottorato in fisica all'Università degli Studi di Padova nel 1968 e quello in oceanografia all'Università della California nel 1978.
Nel 1969 inizia un percorso di post-dottorato con il Consiglio Nazionale delle Ricerche mentre nel 1971 avvia la collaborazione con l'Istituto di Oceanografia Scripps in California dove risulta essere l'unica donna ad occuparsi di oceanografia. Parallelamente nel 1972 diviene ricercatore associato all'Istituto Studio Dinamica Grande Masse.
Nel 1980 si trasfericse al Massachusetts Institute of Technology dove, nuovamente, risulta la sola donna ad occuparsi di oceanografia. Nel 1987 è la prima donna ad ottenere un mandato permanente dal Dipartimento delle Scienze planetarie, terrestri e atmosferiche del MIT.
I campi di ricerca in cui si è mossa Paola Melanotte Rizzoli sono stati vari e mutevoli nel corso della sua carriera. Nei primi anni, al CNR, si occupò dello studio delle dinamiche della Laguna di Venezia. Nel 1982 ha avviato il progetto POEM per lo studio della circolazione delle acque nel Mar Mediterraneo orientale. Successivamente ha studiato la corrente del Golfo e lo scambio di calore e salinità nelle acque degli oceani tropicali. Nei primi anni 2000 ha partecipato ad uno studio integrato tra modelli oceanici e atmosferici per creare un modello della corrente Indonesiana che è alla base dello scambio di masse d'acqua tra l'Oceano Pacifico e l'Oceano Indiano. Nel 2007, come membro Gruppo intergovernativo sul cambiamento climatico, ha curato il capitolo che correla l'innalzamento del livello del mare con i cambiamenti climatici.
Tra il 1995 e il 2013 ha studiato il fenomeno dell'acqua alta come consulente del Consorzio Venezia Nuova incaricato del completamento del MOSE. Nel 2021, alla biennale di Venezia di architettura, ha curato con Laura Fregolent un'esibizione temporanea dedicata alla resilienza della città lagunare.